# 구호식량
구호식량(救護食糧)은 전쟁이나 기아등 식량을 구하기 어려운 긴급한 상황의 사람들에게 국제기구나 정부, 또는 비정부 기구에서 무상으로 식량을 배급해 주는 것을 말한다. 대표적인 전문 국제기구로는 식량원조를 통해 개발도상국의 발전을 도모하기 위하여 설립한 UN산하 세계식량계획(World Food Program)가 있다. 그밖에도 필요시 석유식량프로그램과 같은 형태로 조건부 구호가 이루어지기도 한다.

## 같이 보기
- 구황음식